# Sans toit ni loi
Sans toit ni loi is een Franse dramafilm uit 1985 onder regie van Agnès Varda. Ze won met deze film de Gouden Leeuw op het Filmfestival van Venetië.

## Verhaal
In het zuiden van Frankrijk vindt een Tunesiër het lijk van een zwerfster. Vervolgens behandelt de film de laatste weken uit haar leven. Ze ontmoet verschillende mensen, maar geen van hen leert haar werkelijk kennen.

## Rolverdeling
| Acteur               | Personage      |
| -------------------- | -------------- |
| Sandrine Bonnaire    | Mona Bergeron  |
| Setti Ramdane        | Tunesiër       |
| Macha Méril          | Madame Landier |
| Stéphane Freiss      | Jean-Pierre    |
| Laurence Cortadellas | Eliane         |
| Martha Janias        | Tante Lydie    |
| Yolande Moreau       | Yolande        |